# Banque d'épargne des travailleurs de Finlande
Pour les articles homonymes, voir STS.
La banque d'épargne des travailleurs de Finlande (finnois : Suomen Työväen Säästöpankki, sigle STS) est une banque qui a fonctionné de 1971 a 1992 en Finlande.

## Présentation
La STS est créée par la fusion de cinq banques régionales d'épargne. La Banque nationale  commence ses activités au début de 1971.
À ses débuts, elle emploie 707 personnes. 
À la suite de la crise bancaire finlandaise de 1990, la banque devient une banque commerciale, STS Bank Ltd, qui fusionne avec la Kansallis-Osake-Pankki en 1992,.